# Enrique Caballero Aburto
Enrique Caballero Aburto (Ometepec, Guerrero; 18 de septiembre de 1905 - Acapulco, Guerrero; 19 de febrero de 1975) fue un político mexicano, perteneciente al Partido Revolucionario Institucional. 

## Carrera laboral y política
Ejerció en su juventud el oficio de telegrafista, utilizando clave morse, durante la guerra cristera, interceptó comunicaciones entre el mando y los diferentes regimientos del ejército ubicados en Morelia, Michoacán, dando aviso a los grupos cristeros que se encontraban refugiados en conventos de la zona.
Fue Presidente Municipal del Municipio de Taxco (1952-1955), logrando canalizar recursos para la creación de escuelas secundarias, durante el gobierno del Gral. Baltasar Leyva Mancilla.
Fue Recaudador de Rentas del Estado de Guerrero, con sede en Acapulco (1958-1961), hasta que las protestas ciudadanas provocan la caída del gobierno del estado.
Durante el gobierno del Gral. Raúl Caballero Aburto, fungió como su representante en la cena de estado que se realizó en Acapulco entre el vicepresidente de los Estados Unidos Lyndon B. Johnson y el presidente de México Adolfo López Mateos.
Fungió como cónsul honorario de Guatemala (1959-1962).
A la caída de los poderes del estado, producida por el enfrentamiento que se da entre Donato Miranda Fonseca y el general Raúl Caballero Aburto, al no apoyar este último las pretensiones del Secretario de la Presidencia de Adolfo López Mateos, para sucederlo y por la decisiva participación del entonces Presidente Municipal de Acapulco, Jorge Joseph, y la participación insurgente del guerrillero Genaro Vázquez optó por retirarse parcialmente de la vida pública, se le consideró como precandidato al Senado por Guerrero en 1970, y finalmente funge como Delegado de la Secretaría de Obras Públicas del Estado de Guerrero, desde 1964 hasta su jubilación.

## Muerte
Murió el 19 de febrero de 1975 en Acapulco, víctima de cáncer. Sus restos reposan en el Panteón Municipal de las Cruces, en Acapulco.